# Niwa (forma terenu)

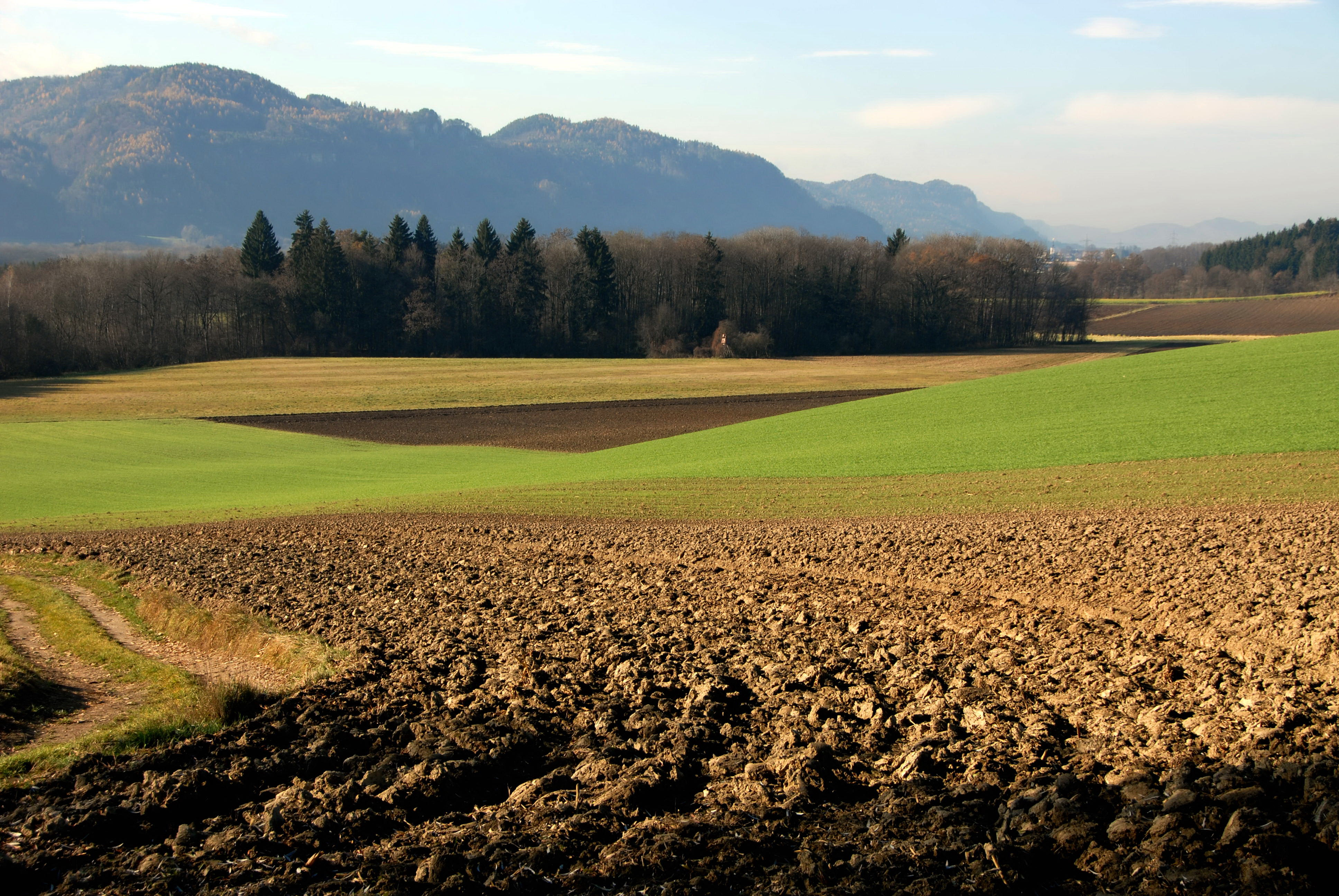
Niwa w terenie podgórskim

Niwa „to, co styka się (z) polem, co przylega do pola”; hebr. nawe; niem. die Au(e); poł. naiwa, dłuż. niwa, pomor. niva, cz. niva – w systemie wiejskiej gospodarki feudalnej jednostka służąca celom obrachunkowym i ewidencyjnym. Podział gruntu na niwy mógł np. wynikać z typu łanowego pomiaru powierzchni, tzn. że niwa złożona była z parcel o wymiarach łanu.
W zależności od formy działalności gospodarczej, ukształtowania terenu, oraz własności określana dodatkowo przydawkami np. Niwa Ogrodowa, Niwa Tomaszowa, Niwa dworska (grupa zabudowań dworskich należąca do jednego właściciela), Niwa górska (wzgórze na granicy przyległych wsi) etc. W kontekście księgi wieczystej oraz mapy katastralnej to inaczej działka, grunt. Między innymi tzw. Metryka Józefińska z lat 1785–1788, która opisuje szczegółowo poszczególne partie pól uprawnych nazywając je „niwami”.
Stanowi część formularza do zapisów przy sporządzaniu „protokołów parcelowych”, który przy regulowaniu katastru obejmował poza nr. karty, m.in. nazwę niwy lub jej numer. W dawnych mapach katastralnych nie są uwidocznione wszystkie niwy, które są w miejscowości, „ale jest zwykle tylko kilka nazw wybranych dla podzielenia mapy na tyleż części, które to części są potrzebne dla łatwiejszego oryentowania się na mapie”.